# ماریا پوپیستاشو
ماریا پوپیستاشو (رومانیایی: Maria Popistașu؛ زادهٔ ۲۱ ژانویهٔ ۱۹۸۰) بازیگر اهل رومانی است.
از فیلم‌هایی که وی در آن نقش داشته‌است، می‌توان به سه‌شنبه، پس از کریسمس و باروت، خیانت و دسیسه اشاره کرد.
وی برندهٔ جوایزی همچون «جایزه شوتینگ استارز» و «جایزه جمینای بهترین بازیگر نقش مکمل زن در یک تله‌فیلم یا سریال تلویزیونی» شده‌است.